# 貴志川線
貴志川線（日语：／ Kishigawa sen */?）是和歌山電鐵的唯一一條路線，位於日本和歌山縣。這條長14.3公里的鐵路路線連接了位處和歌山市的和歌山站和紀之川市的貴志站。將兩端車站計算在內，這條路線共有14個車站，而軌距為1067mm，此外，這條路線是一條單線铁路，以600V直流電供電。在2006年4月1日之前，此路線是南海電氣鐵道的一部份。

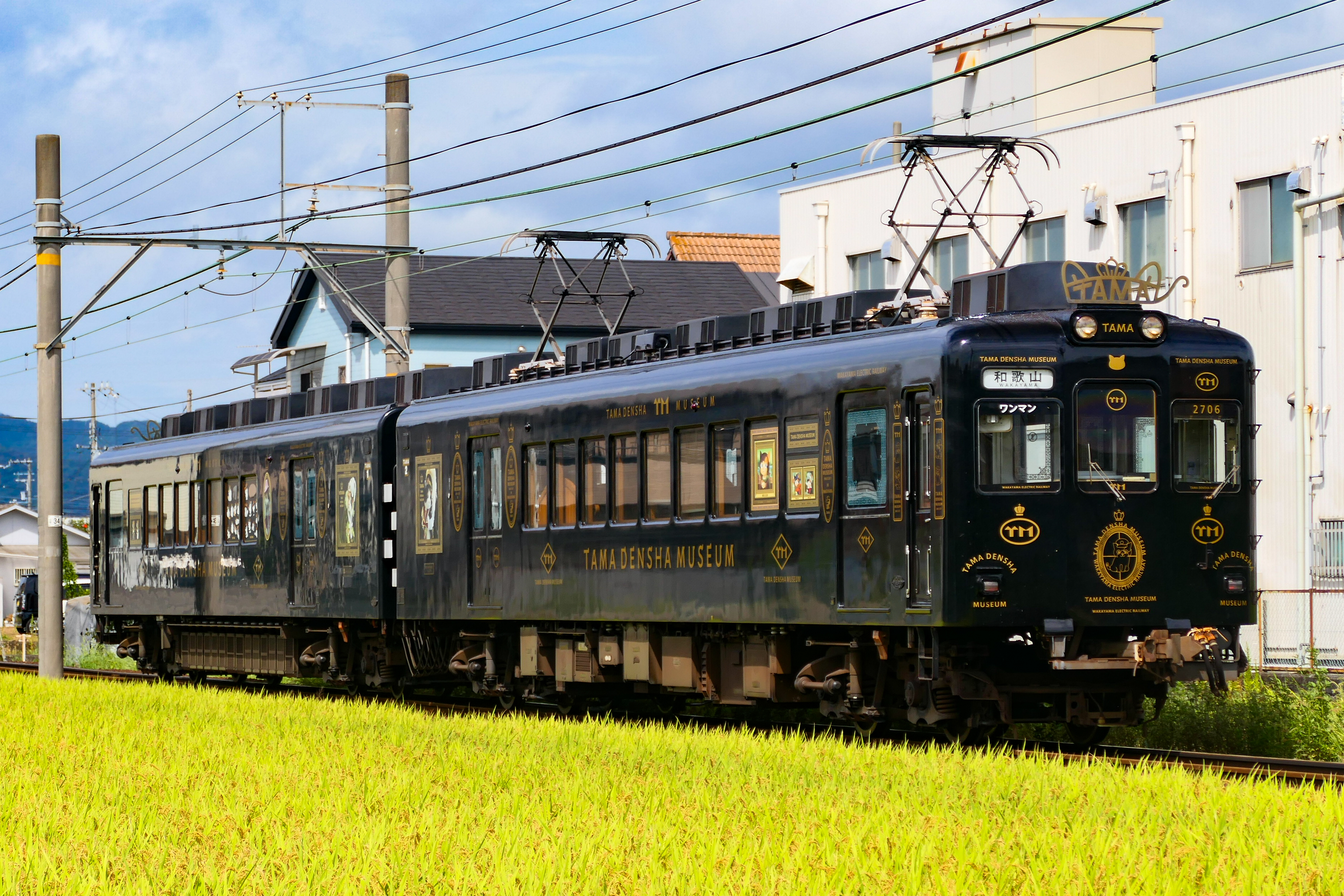
神前站至日前宮站的和歌山電鐵2270系電車「多摩電車博物館號」(2023年9月)

## 路線資料
- 路線距離（營業距離）：14.3公里
- 軌距：1067毫米
- 站數：14個（包括起終點站。有人站有和歌山站、伊太祈曾站）
- 複線路段：沒有（全線單線）
- 電氣化路段：全線電氣化（直流1500V）
- 閉塞方式：自動閉塞式
- 可交會車站：3個（日前宮站、岡崎前站、伊太祈曾站）
- 最高速度：60公里/小時

## 使用車輛及服務
貴志川線共有6組12節 2270系電力動車組。在2006年4月1日，這些原來屬於南海電氣鐵道一部分的車連同路軌及其他資產一併轉移到貴志川線的新營運者。部分車廂的被重新上油，新車身顏色設計由水戶岡銳治（水戸岡鋭治）負責（他同時亦負責 岡山電氣軌道 的 9200 系 "MOMO" 電車及九州旅客鐵道新幹線800系電力動車組的車身設計）。而其餘車廂則保留原來南海電氣鐵道的標準顏色。
在早上和黃昏的繁忙時間，每小時會有三至四班列車，而非繁忙時間則為一至兩班。
運作方面，所有列車均為一人操作（即只設司機而不設車掌的One-man運作）

### 觀光電車
為了促進觀光及活化電車路線，從2006年開始，陸續由水戶岡銳治設計新的觀光列車，分別為「草莓電車（いちご電車）」、「玩具電車（おもちゃ電車）」、「小玉電車（たま電車）」。

#### 草莓電車

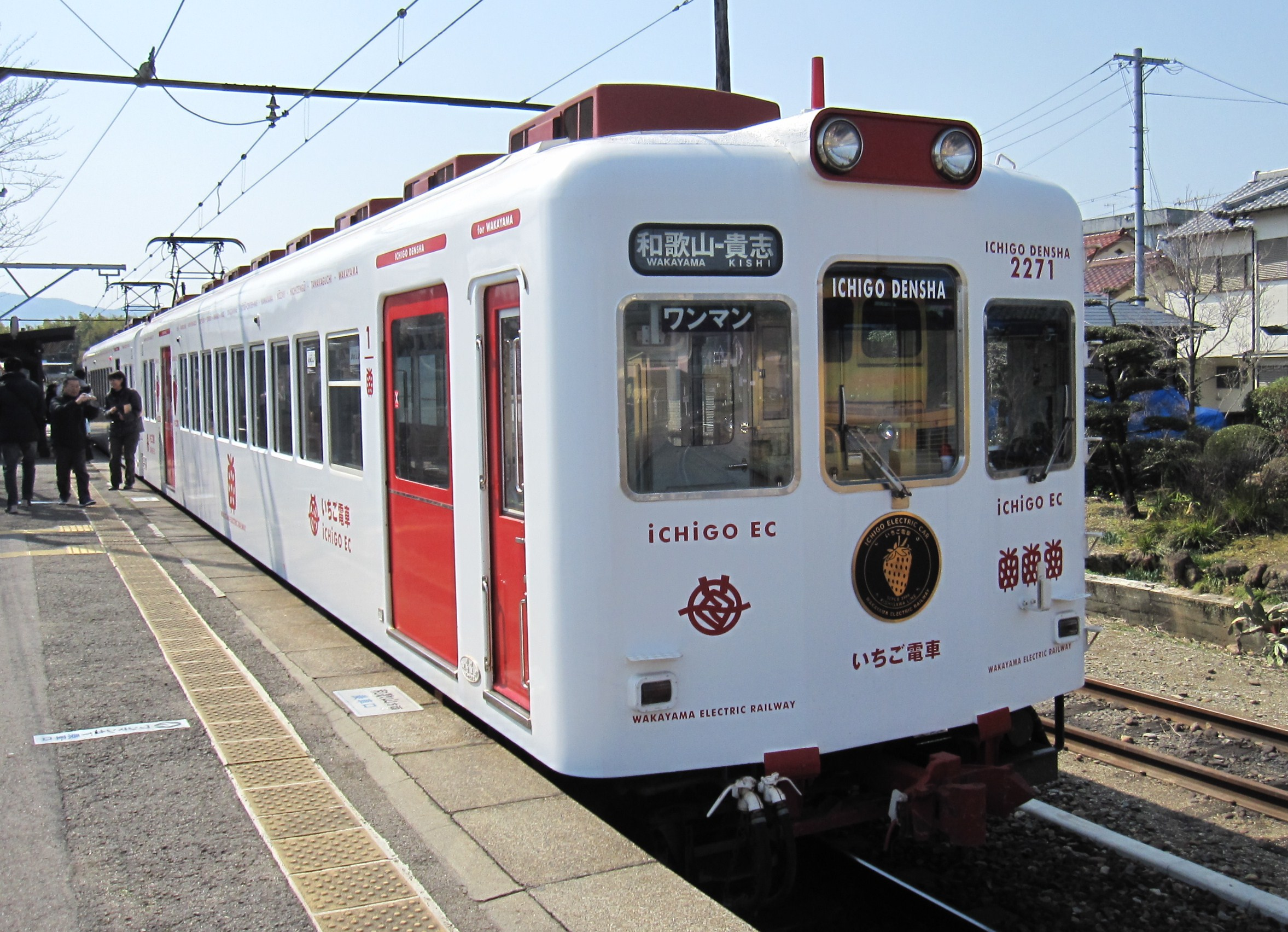
2270系2271F 草莓電車

草莓電車（いちご電車）是從2006年8月6日開始行駛，以貴志站的週邊特產草莓為主題，車身為白色搭配紅色色塊，並且在車身內外繪有許多草莓圖樣。車廂內鋪設有天然木製地板，長凳，服務櫃臺以及桌子等設備。。
這輛列車的打造資金是從2006年7月開始的兩個月間募資得來，總共有超過2500個企業、團體、或個人參與，並且募得了1100萬日幣。這是日本地方鐵道活化再生的優秀案例，並獲得「第5回日本鐵道賞表彰選考委員會特別賞」。

#### 玩具電車

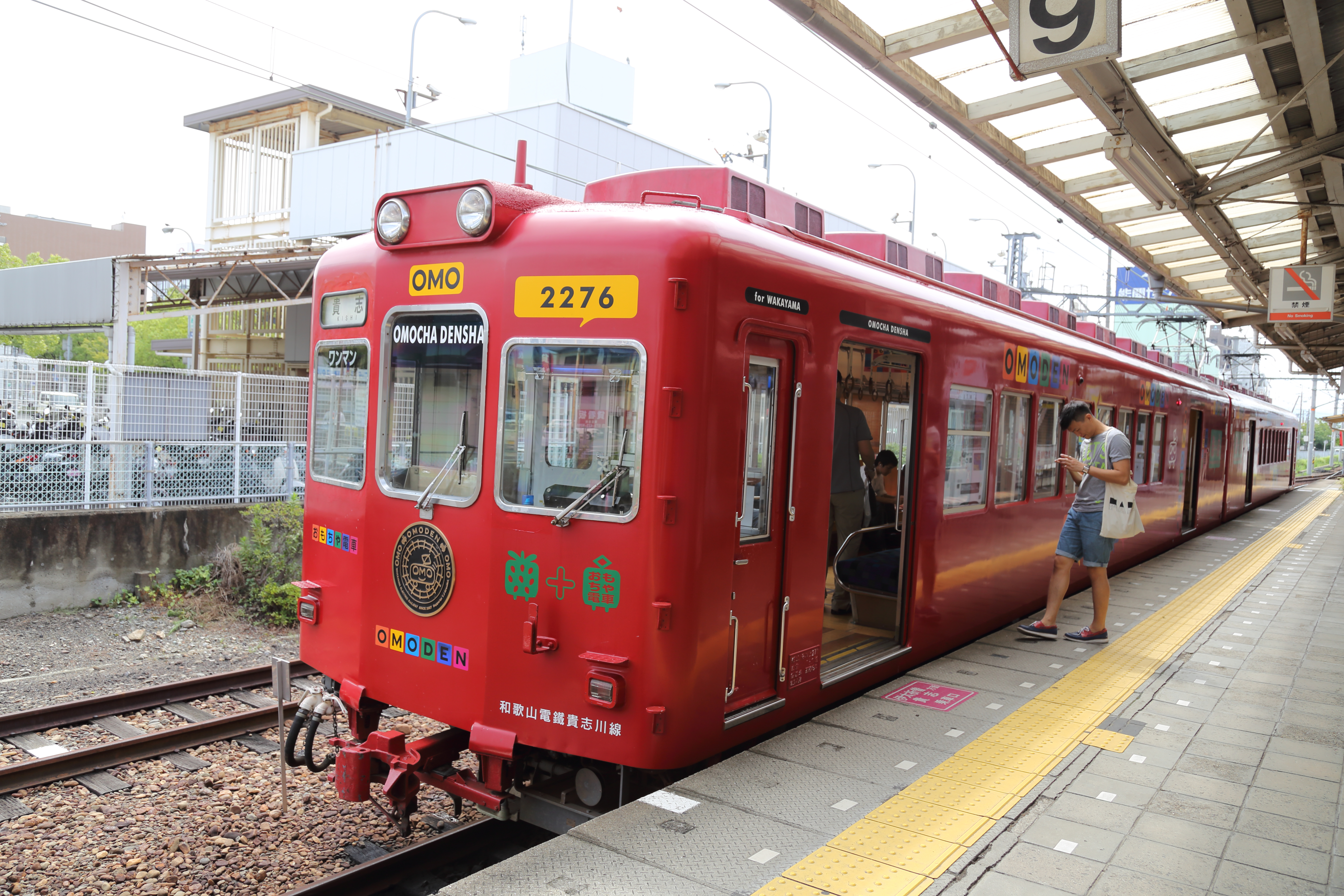
2270系2276F 玩具電車（貴志川線・和歌山站）

玩具電車（おもちゃ電車）是以2270系電車2276F列車改裝而成，從2007年7月29日開始行駛，外觀為明亮的紅色，車廂內則放置有許多有趣的玩具。玩具電車也是世界首次在車廂裡設立扭蛋自動售貨機，販賣各種玩具。

#### 小玉電車
小玉電車外觀基調為白色，車頭會有貓咪鬍鬚的貓臉樣貌，並在車廂外繪有 101 隻以小玉站長為原型的可愛貓咪。電車是以2270系電車2275F列車改裝而成，從2009年3月21日開始行駛。

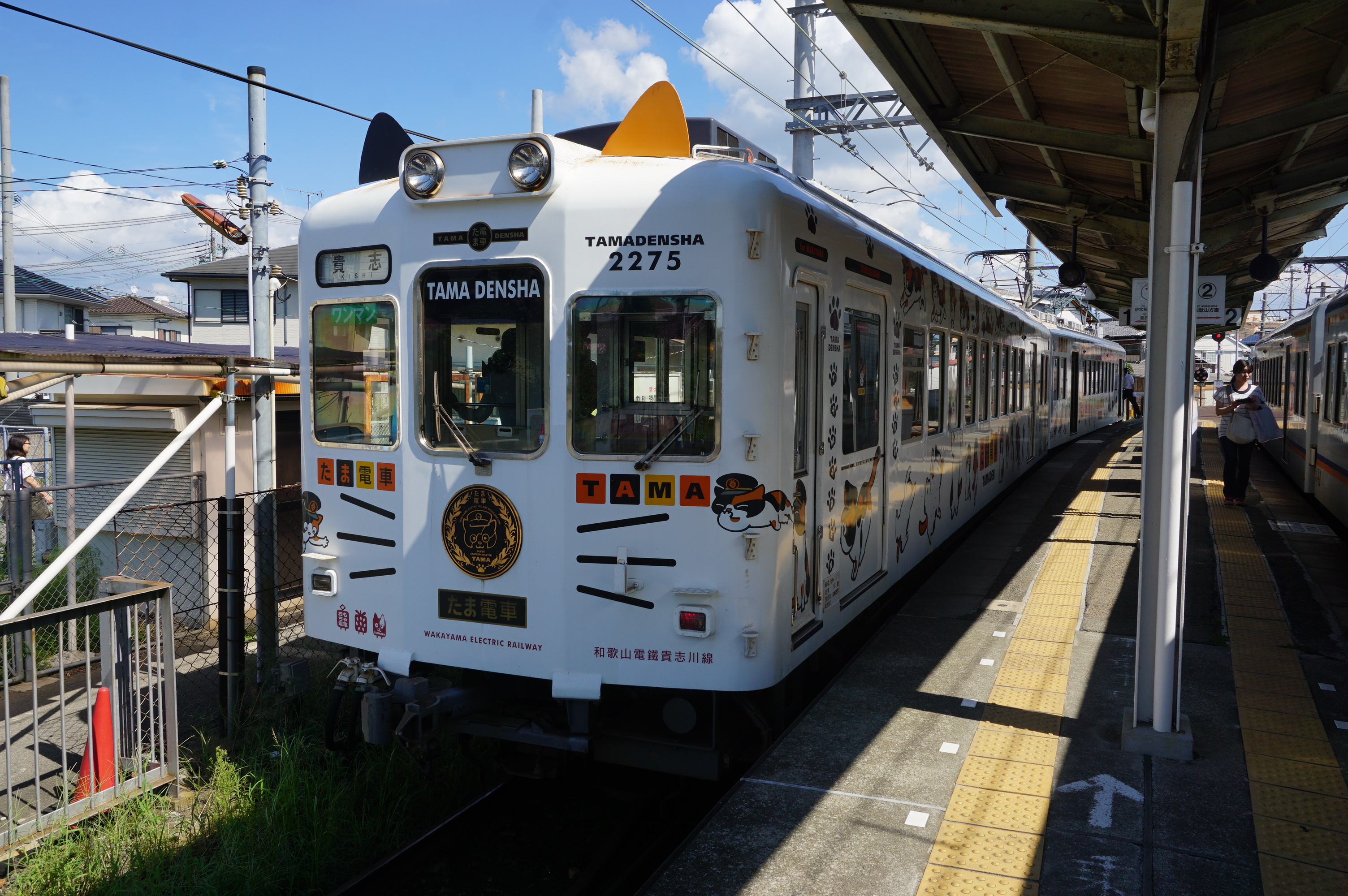
2270系2275F 小玉電車（貴志川線・貴志站）

## 車站列表
- 所有車站都位於和歌山縣。
- 軌道（全線單線） … ◇：可進行列車交會，｜：不可列車交會

| 車站編號 | 中文站名   | 日文站名 | 英文站名 | 站間距離 | 營業距離 | 接續路線                                                | 軌道 | 所在地   |
| -------- | ---------- | -------- | -------- | -------- | -------- | ------------------------------------------------------- | ---- | -------- |
| 01       | 和歌山     |          |          | -        | 0.0      | 西日本旅客鐵道： 阪和線、 紀勢本線（紀國線）、 和歌山線 | ｜   | 和歌山市 |
| 02       | 田中口     |          |          | 0.6      | 0.6      |                                                         | ｜   | 和歌山市 |
| 03       | 日前宮     |          |          | 0.8      | 1.4      |                                                         | ◇    | 和歌山市 |
| 04       | 神前       |          |          | 1.5      | 2.9      |                                                         | ｜   | 和歌山市 |
| 05       | 竈山       |          |          | 0.8      | 3.7      |                                                         | ｜   | 和歌山市 |
| 06       | 交通中心前 |          |          | 1.1      | 4.8      |                                                         | ｜   | 和歌山市 |
| 07       | 岡崎前     |          |          | 0.6      | 5.4      |                                                         | ◇    | 和歌山市 |
| 08       | 吉禮       |          |          | 1.0      | 6.4      |                                                         | ｜   | 和歌山市 |
| 09       | 伊太祈曾   |          |          | 1.6      | 8.0      |                                                         | ◇    | 和歌山市 |
| 10       | 山東       |          |          | 1.1      | 9.1      |                                                         | ｜   | 和歌山市 |
| 11       | 大池遊園   |          |          | 2.2      | 11.3     |                                                         | ｜   | 紀之川市 |
| 12       | 西山口     |          |          | 0.8      | 12.1     |                                                         | ｜   | 紀之川市 |
| 13       | 甘露寺前   |          |          | 1.0      | 13.1     |                                                         | ｜   | 紀之川市 |
| 14       | 貴志       |          |          | 1.2      | 14.3     |                                                         | ｜   | 紀之川市 |

### 過去的轉乘路線
- 和歌山站：南海和歌山軌道線 - 至1971年3月31日止

### 廢止區間
- 中之島站 - 畑屋敷站 - 大橋站 - 秋月站（現時的日前宮站）

## 路線特點
- 在和歌山站、伊太祈曾站和貴志站均設置了列車到站和發車前音樂，而貴志站的發車音樂為披頭四的"Strawberry Fields Forever"
- 在貴志站，鐵路公司為吸引遊客觀光，特地委任了車站旁「小山商店」店主所飼養的三毛貓小玉作該站的站長。

## 外部連結
- 和歌山電鐵網站 （页面存档备份，存于）
- 「打造貴志川線的未來」會